# SAE規格
SAE規格（SAEきかく）とは、米国の技術者団体であるSAE Internationalが定める規格。鋼材、潤滑油、バッテリー、前照灯などの規格がある。

## 鋼材
チェーンブロックなど、主に荷役用の高強度鎖に使われるSAE 15B25、自転車のフレームなどに用いられるSAE 4130などがある。

## SAE粘度
SAE粘度(SAE Viscosity Grades)とは、SAE J300またはJ306で規定された潤滑油の粘度を指す。ここでSAE J300はエンジンオイルの粘度、J306はギアオイルの粘度を規定する規格である。どちらも数字が小さいほど常温で柔らかく、大きくなるほど硬いオイルとなるが、J300とJ306の数値を単純比較することはできない。
現在最新のJ300は2015年1月に発行されたものであり、それ以前にも2013年、2009年、2007年、2004年、1999年に発行されたものなどがある。分類自体に大きな変更はないのでおおまかな分類をみる場合は古いものでも問題はない。なお2013年版においてはSAE16に追加およびSAE20の粘度範囲の変更などやや大きな改訂が行われた。また最新の2015年版ではSAE16より低粘度グレードであるSAE8およびSAE12が規定された。
自動車のエンジンオイル、オートバイ用オイルに見られるSAE規格の表示は、10W-30といったマルチグレード表示が一般的である。ハイフン以前は低温時の粘度を示し、Wは「Winter」の頭文字である。ハイフン後の数字は高温時の粘度を表す。寒冷地では5Wや0Wといったグレードを選ぶことで、クランキングをより容易にし、ハイフン後の数字が大きいものは、モータースポーツなどの過酷な条件下にも耐えうるオイルとなる。
同グレード表記の製品同士が同じ性質であると理解するのは誤りであり、実際の性質は製品ごとに異なっている。グレードの数字に表れない様々な性質が存在するため、「10W-40」と表記された高出力車のスポーツ走行に適するように開発された製品を、低出力の車両に使用するとその製品の持つ長所を発揮できないどころか、エンジンに対して負担をかけることになり予想外のトラブルに遭遇することもある。したがって、オイルの製品を選ぶ際はSAE粘度のグレード表示を見るだけでなく、その製品がどのような用途を想定して作られているかという視点を持つのが適切である。
以前は粘度を示すだけのモノグレード(たとえば「30」や「20W」と表記)のオイルも流通していたが、現在では温度などが一定の環境下で使用される産業用エンジンや、特定の条件におけるレース車両のエンジンなど、また、ラッシュアジャスターが摩耗した際にバルブクリアランスを保持する一時しのぎの救済策にしか用いられなくなっている。モノグレード以外にも20W-40などといったショートレンジマルチグレードオイルもメーカー純正を含め流通していたが現在では2輪用に存在する程度で4輪では殆ど用いられない。
ギアオイルにはエンジンオイルよりも大きな数字が当てられるが、これは分類方法が異なる為で表記粘度による単純比較はできない。前述のようにエンジンオイルがJ300、ギアオイルはJ306で規定される。エンジンオイルの分類に比べ各グレードの動粘度の幅が広く、特にSAE90以上の分類は広い。例えば75W-90のギアオイルは分類上はエンジンオイルのxW-40からxW-60に相当する（あくまで分類上の話であり実際に流通している75W-90は10W-40に相当するものが多い）。

## バッテリー
容量・高率放電性能試験などJIS、DIN規格とは異なる。
表記：38B20Lなど
- 最初の数字：放電性能を表す
- 英字：大きさの区分(A〜H)
- 数字：横幅
- 英字(L/R)：端子の極性